# Peter Hook
Peter Hook (Salford, 13 februari 1956) is een Britse basgitarist die bekend werd als lid van Joy Division en New Order. De dominerende stijl van Hook was in hoge mate bepalend voor het geluid van deze bands. Dit is eens bekritiseerd als: "een zanger die niet kon zingen, een drummer die geen maat kon houden en een bassist die dacht dat hij leadgitaar speelde."
Samen met David Potts richtte Hook in 1997 Monaco op. Ze hadden een klein succes met Music for pleasure. Dit was een project naast New Order. Eerder vormden de beide heren Revenge.
Hook was getrouwd met de Britse comédienne Caroline Aherne (The Royle Family). In de film 24 Hour Party People, die gaat over de opkomst en het verval van Factory Records, waaronder Joy Division en New Order, wordt de rol van Hook gespeeld door Ralf Little, die bekend werd als tegenspeler van Aherne in de televisieserie the Royle Family.
In mei 2007 verliet Hook New Order en werkte daarna aan een kortstondige reünie van Monaco. Ook richtte hij een nieuwe band (Freebass) op en toerde geregeld de wereld rond als dj. 
Sinds 2010 treedt hij op onder de naam Peter Hook and the Light waarbij hij met zijn band het werk van Joy Division en New Order ten gehore brengt.